# Lompret (Frankrijk)
Lompret is een gemeente in het Franse Noorderdepartement (Frans: département du Nord) (regio Hauts-de-France). De plaats maakt deel uit van het arrondissement Rijsel. Lompret telde op 1 januari 2022 2.170 inwoners.

## Geografie
De oppervlakte van Lompret bedroeg op 1 januari 2022 3,1 vierkante kilometer; de bevolkingsdichtheid was toen 700 inwoners per km². Het dorp ligt net buiten de aaneengesloten stadswijken van de Rijselse agglomeratie. De bebouwing is geconcentreerd langs een as van het zuidoosten naar het noordwesten (Rue de l'Eglise) en gaat terug op de structuur van een straatdorp. Tot omstreeks 1980 had het dorp zijn oude landelijke karakter goed bewaard, maar wordt nu gedomineerd door residentiële verkavelingen van inwijkelingen uit de stad.

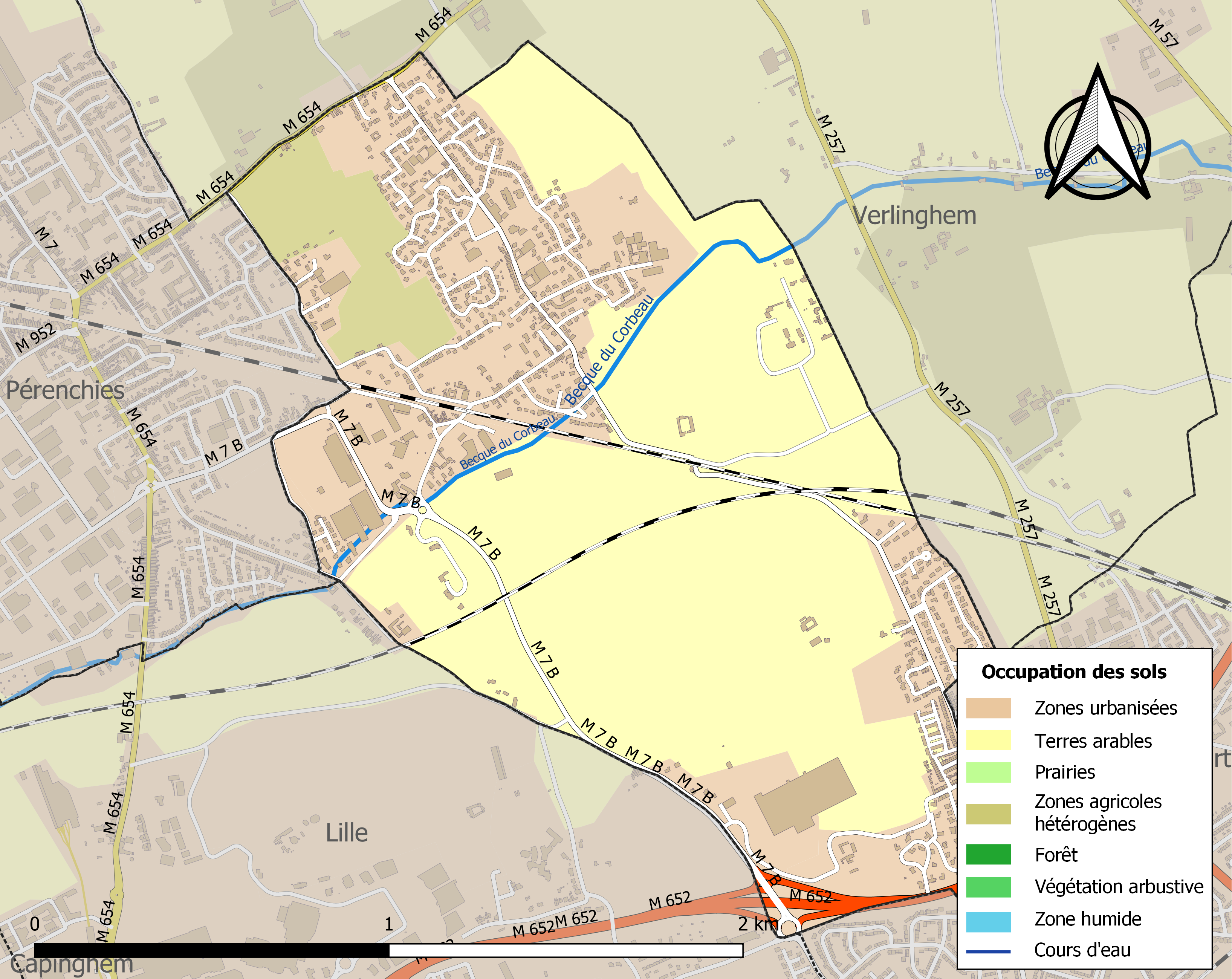
Kaart van de gemeente met belangrijkste infrastructuur, bodemgebruik en omliggende gemeenten

## Naam
Longpret gaat terug op een Latijnse samenstelling uit longum 'lang' en pratum 'wei', een benoemingsmotief dat in veel Franse plaatsnamen terugkomt (Lomprez, Longpré enz.). De naam verwijst naar de hoger gelegen weiden die niet onder water kwamen (in tegenstelling tot de meersen aan de verderop gelegen Deule).

## Geschiedenis
Het dorp wordt voor het eerst vermeld in 1144 wanneer de parochierechten toegewezen worden aan de kapittelkerk Sint-Pieters in Rijsel. Al in de 17e en 18e waren er enkele buitenhuizen van burgers en edellieden, onder meer het kasteel van Villers en dat van de la Phalecque.
Tijdens de Eerste Wereldoorlog lag het Brits-Duitse front dichtbij, wat tot veel beschadigingen leidde, echter niet tot een totale vernietiging zoals naburige, meer westelijk gelegen dorpen.

## Bezienswaardigheden
Het dorp heeft nog verschillende 18e- en 19e-eeuwse hoeves bewaard. Centraal in het dorp staan de neo-romaanse kerk Onze-Lieve-Vrouw-ten-Hemel-Opneming uit 1902 en het nieuwe gemeentehuis.

## Demografie
Onderstaande figuur toont het verloop van het inwonertal (bron: INSEE-tellingen).